# I Donguk
I Donguk (hangul: 이동욱, handzsa: 李棟旭, RR: I Dong-uk; népszerű átírással: Lee Dong-wook; 1981. november 6.–) dél-koreai színész, műsorvezető. Olyan televíziós sorozatokban játszott, mint a My Girl (2005), a Scent of a Woman (2011), a The Fugitive of Joseon , a Hotel King (2014), a Guardian: The Lonely and Great God (2016–2017), a Life (2018), a Touch Your Heart (2019), a Hell Is Other People (2019) vagy a Tale of the Nine Tailed (2020). Emellett műsorvezetőként is tevékenykedik, részt vett például a Strong Heart (2012-2013) című talkshowban, a Produce X 101 (2019) tehetségkutatóban, és saját talkshowt is vezetett Wook Talk (2019) címmel.

## Élete és pályafutása
Már ötéves korában modellkedett, jómódú családba született, így magániskolába járt. Elkényeztetett gyerek volt, általános iskolásként is sok modellfelkérést kapott. Ötödikes volt, amikor leégett az otthonuk és költözni kényszerültek, édesapja üzlete pedig tönkrement.
1999-ben egy tévéfilmben debütált, miután megnyert egy modellversenyt. Ezt követően a 
School 2 sorozatban kapott lehetőséget, majd a School 3 hozta meg számára az ismertséget.
Első nagy sikerét a 2005-ös My Girl című sorozattal aratta, mely külföldön is ismertté tette a nevét. Ugyanebben az évben a Csungbu (Jungbu) Egyetem média szakos hallgatója lett.
2008-ban a Bitter Sweet Life című noirban szerepelt, majd a Partner című jogi vígjáték-drámában. 2011-ben a Scent of a Woman című melodráma főszerepét kapta meg, egy évvel később pedig a Wild Romance című romantikus vígjátéksorozatban volt látható. 2013-ban történelmi sorozatot vállalt el The Fugitive of Joseon címmel, majd 2014-ben a Hotel Kingben újra a My Girl-beli partnerével, I Dahével (Lee Da-hae-vel) játszott. Ezt a fantasy akciósorozat Blade Man követte, majd egy romantikus sorozat, a Bubble Gum (2015).
2012 áprilisa és 2013 januárja között a Strong Heart című talkshow egyik házigazdája volt. 2014 és 2015-ben a Roommate című valóságshowban is részt vett.
2016-ban a nagy sikerű Guardian: The Lonely and Great God című sorozatban alakította a halál angyalát, a sorozat sikere újabb löketet adott I (Lee) színészi karrierjének. 2018-ban a Life című kórházsorozatban egy sürgősségi osztályon dolgozó orvost alakított.
2019-ben a Touch Your Heart című sorozatban egy munkamániás ügyvéd szerepébe bújt, partnere az a Ju Inna (Yu Inna) volt, akivel a Guardian-ban szintén egy párost alakítottak. Ezt követően a Produce X101 tehetségkutató műsorvezetője lett. A Hell Is Other People című thrillerben egy fogorvost alakított. Ugyanebben az évben saját talkshowt is kapott, Wook Talk címmel, debütálásának 20. évfordulója alkalmából.
2020-ban a Tale of the Nine Tailed című fantasyben egy koreai mitológiai lényt, egy kumihót (gumihót) személyesített meg.

## Magánélet
2009 augusztusában vonult be katonának, 2011 júniusában szerelt le.

## Filmográfia

### Filmek
| Év   | Cím                               | Szerep                         | Megjegyzés | Hiv.   |
| ---- | --------------------------------- | ------------------------------ | ---------- | ------ |
| 2006 | Arang                             | I Hjongi (Lee Hyeon-ki)        |            | [ 51 ] |
| 2007 | The Perfect Couple                | Kang Dzsehjok (Kang Jae-hyeok) |            | [ 52 ] |
| 2008 | Heartbreak Library                | Kim Dzsuno (Kim Jun-oh)        |            | [ 53 ] |
| 2010 | The Recipe                        | Kim Hjonszu (Kim Hyeon-su)     |            | [ 54 ] |
| 2015 | Belső szépség (The Beauty Inside) | Kim Udzsin (Kim Woo-jin)       |            | [ 55 ] |

### Televíziós sorozatok
| Év        | Cím                                               | Szerep                                                    | Csatorna | Megjegyzés                                         | Hiv.   |
| --------- | ------------------------------------------------- | --------------------------------------------------------- | -------- | -------------------------------------------------- | ------ |
| 1999      | Sunday Best: Coaching                             |                                                           | KBS2     | statiszta                                          |        |
| 1999      | Best Theater: There's a world outside of the road | I Szongdzsun (Lee Seong-jun)                              | MBC      |                                                    | [ 8 ]  |
| 1999–2000 | School 2                                          | I Gangszan (Lee Gang-san)                                 | KBS1     | 32–42. rész                                        |        |
| 2000      | Secret                                            | kang Hjonszu (Kang Hyeon-su)                              | MBC      |                                                    |        |
| 2000–2001 | School 3                                          | I Gangszan (Lee Gang-san)                                 | KBS1     |                                                    |        |
| 2001      | Family Month Special Drama: A Dreaming Family     | Hongcshan (Hong-chan)                                     | KBS2     |                                                    |        |
| 2001      | Four Sisters                                      | I Hanszu (Lee Han-su)                                     | MBC      | 1. rész                                            |        |
| 2001      | Kolbangi (Golbangi)                               | I Donguk (Lee Dong-wook)                                  | SBS      | 167–247. rész                                      |        |
| 2001      | Best Theater: Fish at the End of the Sea          | Pjongsze (Byeong-se)                                      | MBC      |                                                    | [ 56 ] |
| 2001      | Pure Heart                                        | Csang Hongu (Jang Ho-gu)                                  | KBS2     |                                                    |        |
| 2001      | Drama City: Hide-and-seek                         | Han nyomozó                                               | KBS2     |                                                    |        |
| 2001      | The Unstoppables                                  | Pak Szongdzsin (Park Seong-jin)                           | SBS      | 252. rész                                          |        |
| 2001–2002 | This Is Love                                      | I Dzsehjon (Lee Jae-hyeon)                                | KBS1     | 46–172. rész                                       |        |
| 2002      | That's Perfect!                                   | I Donguk (Lee Dong-wook)                                  | SBS      | 36–74. rész                                        | [ 57 ] |
| 2002      | Drama City: Happier Than Heaven                   | Pak Csunjong (Park Jun-young)                             | KBS2     |                                                    |        |
| 2002      | Let's Go                                          | I Donguk (Lee Dong-wook)                                  | SBS      |                                                    | [ 58 ] |
| 2002      | Loving You                                        | I Min (Lee Min)                                           | KBS2     |                                                    | [ 59 ] |
| 2002–2003 | Honest Living                                     | I Donguk (Lee Dong-wook)                                  | SBS      | 1–123. rész cameo, 232. rész                       |        |
| 2003      | Land of Wine                                      | Szong Doil (Song Do-il)                                   | SBS      |                                                    | [ 60 ] |
| 2003–2004 | Merry Go Round                                    | Pak Szongphjo (Park Seong-pyo)                            | MBC      |                                                    | [ 61 ] |
| 2004      | Island Village Teacher                            | Csang Dzsedu (Jang Jae-du)                                | SBS      |                                                    | [ 62 ] |
| 2004–2005 | Precious Family                                   | An Dzsonghvan (Ahn Jeong-hwan)                            | KBS2     |                                                    | [ 63 ] |
| 2005      | Hanoi Bride                                       | Pak Unu (Park Eun-woo)                                    | SBS      |                                                    | [ 64 ] |
| 2005–2006 | My Girl                                           | Seol Gong-chan                                            | SBS      |                                                    | [ 13 ] |
| 2008      | Bitter Sweet Life                                 | I Dzsunszu (Lee Jun-su)                                   | MBC      |                                                    | [ 17 ] |
| 2009      | Partner                                           | I Thedzso (Lee Tae-jo)                                    | KBS2     |                                                    | [ 18 ] |
| 2011      | Scent of a Woman                                  | Kang Dzsiuk ( Kang Ji-wook)                               | SBS      |                                                    | [ 20 ] |
| 2012      | Wild Romance                                      | Pak Mujol (Park Mu-yeol)                                  | KBS2     |                                                    | [ 21 ] |
| 2013      | The Fugitive of Joseon                            | Cshö Von (Choi Won)                                       | KBS2     |                                                    | [ 23 ] |
| 2014      | The Story of Kang-goo                             | Kim Gjongthe (Kim Kyeong-tae)                             | SBS      | 3D-s televíziós sorozat                            | [ 65 ] |
| 2014      | Hotel King                                        | Csha Dzsevan (Cha Jae-wan)                                | MBC      |                                                    | [ 25 ] |
| 2014      | Blade Man                                         | Csu Hongbin (Ju Hong-bin)                                 | KBS2     |                                                    | [ 27 ] |
| 2015      | Bubble Gum                                        | Pak Rihvan (Park Ri-hwan)                                 | tvN      |                                                    | [ 28 ] |
| 2016–2017 | Guardian: The Lonely and Great God                | Halálanygal / Vang Jo (Wang Yeo) / Kim Ubin (Kim Woo Bin) | tvN      |                                                    | [ 37 ] |
| 2017      | Love is                                           | I Donguk (Lee Dong-wook)                                  | OnStyle  | Promóciós websorozat a Tiffany & Co. Korea számára | [ 66 ] |
| 2018      | Life                                              | Je Dzsinu (Ye Jin-woo)                                    | JTBC     |                                                    | [ 40 ] |
| 2019      | Touch Your Heart                                  | Kvon Dzsongnok (Kwon Jeong-rok)                           | tvN      |                                                    | [ 43 ] |
| 2019      | Search: WWW                                       | Thami (Ta-mi) volt barátja                                | tvN      | cameo, 7. rész                                     | [ 67 ] |
| 2019      | Hell Is Other People                              | Szo Mundzso (Seo Mun-jo)                                  | OCN      |                                                    | [ 45 ] |
| 2020      | Tale of the Nine Tailed                           | I Jon (Lee Yeon)                                          | tvN      |                                                    | [ 68 ] |